# شعر معاصر
الشعر المعاصر كتعريف هو الشعر العربي الذي كتب في الزمن الذي يعاصر القراء. وصفة المعاصرة تدل على مرحلة بعينها في حياة الشعر الحديث وهي المرحلة التي نعاصرها دون اعتبار إن كان الشاعر لا يزال حياً أو مات. فكل شاعر معاصر هو شاعر حديث والعكس ليس بصحيح.
على سبيل التوضيح يعتبر أمير الشعراء أحمد شوقي شاعراً حديثاً لكنه ليس بمعاصر لنا أما أدونيس فهو شاعر حديث ومعاصر (عام 2010م أو 1431هـ).